# Ars nova

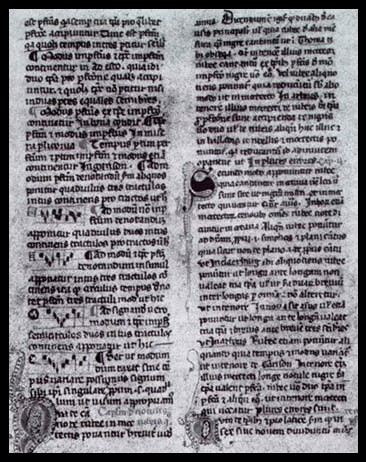
Strona z traktatu-manifestu Ars nova tradycyjnie przypisywanego Filipowi z Vitry

Ars nova (łac. sztuka nowa) – termin, którym określa się tendencję w muzyce francuskiej i włoskiej, związaną z rozwojem muzyki polifonicznej w latach 1315–1400. Jest to pojęcie przeciwstawne do Ars antiqua.
Termin pochodzi z traktatu Phillippe'a de Vitry Ars nova (ok. 1320).
Cechy nowego stylu:
- wysunięcie się na plan pierwszy muzyki świeckiej,
- pojawienie się zupełnie nowych gatunków muzycznych, takich jak: madrygał, caccia, ballata, także nowe, wielogłosowe opracowania takich gatunków jak ballada, virelai, rondo, chace, rozkwit motetu izorytmicznego,
- dalszy rozwój polifonii, wprowadzenie pojęcia kontrapunkt, rozważanie istoty dysonansu, konsonansu,
- wprowadzenie nowych zasad notacji rytmicznej; wcześniejsza notacja modalna zostaje zastąpiona przez notacją menzuralną, mającą wielokrotnie bogatsze podziały wartości,
- pojawiają się poglądy na temat dzieła muzycznego, widzianego jako źródło przyjemności (poglądy takie zapowiadają renesans).

## Francja
Głównym przedstawicielem był Philippe de Vitry. Z jego twórczości zachowały się tylko nieliczne kompozycje, a także wspomniany już traktat Ars nova.
Największym kompozytorem tego okresu był Guillaume de Machaut (ur. ok. 1300, zm. 1377 w Reims), będący także poetą i sekretarzem królewskim. Przez długie lata służył na dworze króla Czech Jana Luksemburskiego jako jego sekretarz. Z królem odwiedził wiele krajów i miast, między innymi Kraków oraz Wrocław. Po śmierci króla służył na dworze królów francuskich, a około 1350 osiadł w Reims jako kanonik. Jego twórczość obejmuje zarówno utwory świeckie, jak i religijne. Stosował formy refrenowe z tradycji truwerów, takie jak ballada, virelai, rondo, w większości opracowane wielogłosowo. Jest autorem m.in. czterogłosowej Mszy Notre Dame, pierwszego w historii wielogłosowego opracowania całego cyklu mszalnego.

## Włochy
We Włoszech nie obowiązywała nazwa Ars nova, lecz trecento (czyli lata [tysiąc] trzysetne, tzn. wiek XIV). Włochy przeżywały w XIV w. okres wielkiego ożywienia w sztuce zapowiadający już nadejście renesansu. W muzyce pojawia się szereg nowych form, takich jak madrygał (wielogłosowa pieśń świecka w języku włoskim), caccia (wielogłosowa pieśń świecka opowiadająca o polowaniu i urokach życia na wsi), ballata (odpowiednik francuskiej virele). Muzyka cechowała się swoistą prostotą śpiewności linii melodycznej i silnym udziałem muzyki świeckiej. Podobnie jak we Francji, występowało większe bogactwo rytmiki.
Głównymi przedstawicielami byli: Francesco Landini, Jacopo da Bologna i Marchetto da Padova (ten ostatni jako jeden z pierwszych mówił o przyjemności jaką może dawać utwór muzyczny).

## Krytyka używania pojęcia ars nova
Zofia Dobrzańska-Fabiańska w Izorytmicznej koncepcji dzieła muzycznego przedstawia krytykę stosowania pojęcia Ars nova. Pojęcie Ars nova używa się dwojako:
- w odniesieniu do muzyki francuskiej późnego średniowiecza, związanej wyłącznie z izorytmią; "Ars nova" to tytuł traktatu Philippe'a de Vitry;
- w odniesieniu do muzyki XIV w. zarówno francuskiej i włoskiej.

Po pierwsze: takie użycie wywodzi się z Handbuch der Musikgesichte Hugo Riemanna. Stosuje on ten termin w celu przeciwstawienia sobie dwóch epok (Ars antiqua i ars nova - okresu rozwoju muzyki we Francji i we Włoszech zapowiadającego renesans); taki kontekst zmienia oryginalne, pierwsze znaczenie tego terminu.
Phillippe de Vitry pierwszy użył takiego określenia i dotyczyło ono właśnie izorytmii. Traktat ten właściwie cały jest jej poświęcony. W tym kontekście termin Ars nova zachowuje oryginalne znaczenie. Lepiej rozumieć więc "ars nova" po prostu jako muzykę izorytmiczną. Dodatkowym argumentem przemawiającym za takim myśleniem o Ars nova jest fakt, że izorytmia była jednym z większych punktów zwrotnych w historii muzyki.